# Сім сплячих отроків
Сім Ефеських отроків  (бл. 250, Ефес) — християнська та мусульманська легенда про сімох юнаків, які пережили гоніння за свою віру завдяки чудесному сну, що тривав багато років. Пам'ять — 17 серпня і 22 жовтня.

## Сюжет
У часи імператора Деція (249—251 роки н. е.) семеро воїнів-отроків були закриті гонителями християн у печері за те, що відмовилися справляти язичницькі жертвопринесення. Вони заснули чудесним сном і проспали до правління імператора Феодосія II (408—450 роки н. е.). Тоді землевласник відкрив печеру, сподіваючись облаштувати там загін для худоби. Отроки прокинулися, коли їх торкнулося сонячне світло. Вийшовши з печери, вони дізналися, що за минулі понад півтора століття Римська імперія стала християнською. Про появу людей, які носили монети стародавньої епохи Деція, розповіли єпископу Маріну. Отроки розповіли єпископу про себе, подякували Богу та померли. Імператор був зворушений їхньою чудесною появою. Він наказав із почестями поховати їхні останки.

## Версії
Західна традиція називає сімох отроків Максиміаном, Малхом, Маркіаном, Іоаном, Денисом, Серапіоном і Костянтином. Східна традиція називає їх Максиміліаном, Ямвлихом, Мартином, Іваном, Діонісієм, Антонієм і Костянтином.
У Корані (сура 18, аяти 9-26) розповідається подібна історія, хоча в мусульманській версії отроків супроводжує собака, що охороняв печеру весь час, поки вони спали.
У «Золотій легенді», популярній книзі пізнього Середньовіччя, з'являється деталь, що пробудження відбулося в 378 році.

## Культ Семи сплячих
На схилах гори Піон, поблизу Ефеса (захід сучасної Туреччини), містяться ранньохристиянські катакомби, над якими в V ст. була побудована церква. Святиня слугувала місцем паломництва, облаштованим на честь Семи сплячих отроків. Під час хрестових походів кістки, що вважалися останками Семи сплячих, були перевезені до Марселя у Франції.

## Див. теж
- Печера семи сплячих
- Ріп ван Вінкль